# Liga de fútbol de Gambia
La Liga de fútbol de Gambia, también llamada GFA League First División es la máxima competición futbolística de Gambia. Se disputa como campeonato independiente desde la temporada 1965/66 una vez que el país obtuviera su independencia por parte de Reino Unido en 1965, el torneo es organizado por la Asociación de Fútbol de Gambia.
El equipo campeón obtiene la clasificación a la Liga de Campeones de la CAF.

## Equipos 2024-25

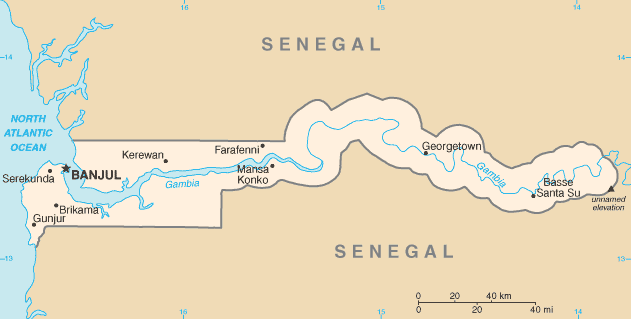
Gambia.

- Armed Forces FC (Banjul)
- Banjul United (Banjul)
- Bombada United (Brikama)
- Brikama United (Brikama)
- Falcons FC (Abuko)
- Fortune FC (Farato)
- Gambia Ports Authority (Banjul)
- GAMTEL FC (Banjul)
- Banjul Hawks FC (Banjul)
- Real de Banjul FC (Banjul)
- Samger FC (Kanifing)
- Serrekunda United (Serrekunda)
- Steve Biko FC (Bakau)
- Wallidan FC (Bakau)

## Palmarés

### Antes de la Independencia
| - 1952-53 : Gambia United - 1953-54 : Augustinians FC - 1954-55 : White Phantoms - 1955-56 : UAC - 1956-57 : Rainbow FC - 1957-58 : White Phantoms - 1958-59 : White Phantoms | - 1959-60 : White Phantoms - 1960-61 : White Phantoms - 1961-62 : White Phantoms - 1962-63 : White Phantoms - 1963-64 : White Phantoms - 1964-65 : White Phantoms |

### Desde la Independencia
| Temporada | Campeón                                      | Subcampeón                                   |
| --------- | -------------------------------------------- | -------------------------------------------- |
| 1965–66   | Augustinians FC                              |                                              |
| 1966–67   | Augustinians FC                              |                                              |
| 1967–68   | Adonis FC                                    |                                              |
| 1968–69   | White Phantoms FC                            |                                              |
| 1969–70   | Wallidan FC                                  |                                              |
| 1970–71   | Wallidan FC                                  |                                              |
| 1971–72   | Real de Banjul FC                            |                                              |
| 1972–73   | Adonis FC                                    |                                              |
| 1973–74   | Real de Banjul FC                            |                                              |
| 1974–75   | Real de Banjul FC                            |                                              |
| 1975–76   | Wallidan FC                                  |                                              |
| 1976–77   | Wallidan FC                                  |                                              |
| 1977–78   | Real de Banjul FC                            |                                              |
| 1978–79   | Wallidan FC                                  |                                              |
| 1979–80   | Starlight Banjul                             |                                              |
| 1980–81   | Wallidan FC                                  |                                              |
| 1981–82   | Wallidan FC                                  |                                              |
| 1982–83   | Real de Banjul FC                            |                                              |
| 1983–84   | Gambia Ports Authority FC                    |                                              |
| 1984–85   | Wallidan FC                                  |                                              |
| 1985–86   | Gambia Ports Authority FC                    |                                              |
| 1986–87   | Augustinians FC                              |                                              |
| 1987–88   | Wallidan FC                                  |                                              |
| 1988–89   | Torneo no finalizado                         | Torneo no finalizado                         |
| 1989–90   | Torneo no disputado                          | Torneo no disputado                          |
| 1990–91   | Torneo no finalizado                         | Torneo no finalizado                         |
| 1991–92   | Wallidan FC                                  |                                              |
| 1992–93   | Banjul Hawks FC                              |                                              |
| 1993–94   | Real de Banjul FC                            |                                              |
| 1994–95   | Wallidan FC                                  | Armed Forces FC                              |
| 1995–96   | Banjul Hawks FC                              |                                              |
| 1996–97   | Real de Banjul FC                            |                                              |
| 1997–98   | Real de Banjul FC                            |                                              |
| 1998–99   | Gambia Ports Authority FC                    |                                              |
| 1999–00   | Real de Banjul FC                            | Banjul Hawks FC                              |
| 2000–01   | Wallidan FC                                  | Steve Biko FC                                |
| 2001–02   | Wallidan FC                                  | Real de Banjul FC                            |
| 2002–03   | Armed Forces FC                              | Sait Matty FC                                |
| 2003–04   | Wallidan FC                                  | Banjul Hawks FC                              |
| 2005      | Wallidan FC                                  | Gamtel FC                                    |
| 2006      | Gambia Ports Authority FC                    | Gamtel FC                                    |
| 2007      | Real de Banjul FC                            | Gamtel FC                                    |
| 2008      | Wallidan FC                                  | Samger FC                                    |
| 2009      | Armed Forces FC                              | Steve Biko FC                                |
| 2010      | Gambia Ports Authority FC                    | Wallidan FC                                  |
| 2011      | Brikama United FC                            | Real de Banjul FC                            |
| 2012      | Real de Banjul FC                            | Armed Forces FC                              |
| 2013      | Steve Biko FC                                | Real de Banjul FC                            |
| 2014      | Real de Banjul FC                            | Gamtel FC                                    |
| 2014–15   | Gamtel FC                                    | Real de Banjul FC                            |
| 2015–16   | Gambia Ports Authority FC                    | Brikama United FC                            |
| 2016–17   | Armed Forces FC                              | Marimoo FC                                   |
| 2017–18   | Gamtel FC                                    | Real de Banjul FC                            |
| 2018–19   | Brikama United FC                            | Real de Banjul FC                            |
| 2019–20   | Abandonado debido a la pandemia del COVID-19 | Abandonado debido a la pandemia del COVID-19 |
| 2021      | Fortune FC                                   | Elite United FC                              |
| 2021–22   | Banjul Hawks FC                              | Real de Banjul FC                            |
| 2022–23   | Real de Banjul FC                            | Falcons FC                                   |
| 2023–24   | Real de Banjul FC                            | Falcons FC                                   |
| 2024–25   | Real de Banjul FC                            | Fortune FC                                   |

## Títulos por club (desde 1966)
| Club                      | Ciudad  | Campeón | Años campeón                                                                                   |
| ------------------------- | ------- | ------- | ---------------------------------------------------------------------------------------------- |
| Wallidan FC               | Banjul  | 16      | 1970, 1971, 1976, 1977, 1979, 1981, 1982, 1985, 1988, 1992, 1995, 2001, 2002, 2004, 2005, 2008 |
| Real de Banjul FC         | Banjul  | 15      | 1972, 1974, 1975, 1978, 1983, 1994, 1997, 1998, 2000, 2007, 2012, 2014, 2023, 2024, 2025       |
| Gambia Ports Authority FC | Banjul  | 6       | 1984, 1986, 1999, 2006, 2010, 2016                                                             |
| Augustinians FC           | Banjul  | 3       | 1966, 1967, 1987                                                                               |
| Armed Forces FC           | Banjul  | 3       | 2003, 2009, 2017                                                                               |
| Banjul Hawks FC           | Banjul  | 3       | 1993, 1996, 2022                                                                               |
| Adonis FC                 | Banjul  | 2       | 1968, 1973                                                                                     |
| GAMTEL FC                 | Banjul  | 2       | 2015, 2018                                                                                     |
| Brikama United FC         | Brikama | 2       | 2011, 2019                                                                                     |
| White Phantoms FC         | Banjul  | 1       | 1969                                                                                           |
| Starlight Banjul          | Banjul  | 1       | 1980                                                                                           |
| Steve Biko FC             | Bakau   | 1       | 2013                                                                                           |
| Fortune FC                | Farato  | 1       | 2021                                                                                           |